# Halina Jaworski
Halina Jaworski (* 13. Dezember 1952 in Danzig, Polen) ist eine deutsche Malerin und bildende Künstlerin.

## Leben
Halina Jaworski studierte von 1971 bis 1973 an der Bezalel-Akademie für Kunst und Design in Jerusalem. Seit 1974 lebt und arbeitet sie in Düsseldorf. Von 1974 bis 1979 folgte ein Studium an der Kunstakademie Düsseldorf bei Günther Uecker. Sie ist Günther Ueckers erste Meisterschülerin.

## Kunststil
Seit 1984 setzt die große Bildserie „Ahnen“ bei Halina Jaworski ein. In diesen (Acryl auf Leinwand) Gemälden öffnen sich imaginäre spirituelle Räume, die zunächst architektonisch erfahrbar erscheinen. Paravantartige Gebilde durchzogen mit Bildlinien und der betonte Duktus des Pinselstrichs geben den farbigen Flächen Transparenz. Die Gemälde weisen deutlich eine Erzählstruktur auf, die bei manchen der Werke durch Symbole oder Architektursegmente bestimmt wird. Vorausgingen beispielsweise ab 1979 die „Ecksen“-Reliefs (“shaped canvas”), vieleckige, in den Raum klappbare Bildkörper. Die Arbeiten von Halina Jaworski erschließen sich am ehesten in der Aneinanderreihung. Unter anderen in Collagen die aus Aquarellen und Fotografien bestehen.

## Preise
- 1977 Reisestipendium nach Japan
- 1979 Preis der Kunstakademie Düsseldorf
- 1984 Stipendium der Stiftung Kunstfonds, Bonn
- 1986 Goslar – Kaiserring-Stipendium

## Ausstellungen

### Einzelausstellungen
- 1976 Galerie „Art in Progress“, Düsseldorf
- 1977 Internationales Symposium der Konkreten Poesie mit E. Gomringer, Selb
- 1978 Galerie Löhrl, Schiefbahn
- 1978 Galerie „ABF“, Hamburg
- 1980 Atelierhaus Hildebrandstraße, Düsseldorf mit Isolde Wawrin und Johannes Lenhard
- 1981 Galerie Annelie Brusten, Wuppertal
- 1982 Stadtsparkasse, Düsseldorf
- 1987 Galerie Annelie Brusten, Wuppertal
- 1987 „Bookworks“, Galerie Nova Zembla, Amsterdam
- 1990 Galerie Annelie Brusten, Wuppertal
- 1991 Galerie Richard Demarco, Edinburgh
- 1991 Galerie Peacock Printmakers, Aberdeen
- 1993 Buchgalerie Mergemeier, Düsseldorf
- 1996 Galerie des Polnischen Kulturinstitutes, Berlin
- 2001 „Erinnerung und Traum“, Kunsthalle Altdorf
- 2001 „Unterwegs“, Leopold-Hoesch-Museum Düren
- 2002 „Ansichtskarten und Spielzeug“, Kunstverein Oerlinghausen
- 2004 „Ansichtskarten Ansichtssachen“, Vertretung des Landes Nordrhein-Westfalen bei der Europäischen Union, Brüssel
- 2008 „Po Drodze do Domu - On the Way Home“, Galeria Miejska „Arsenał“, Poznań, Polen
- 2011, Es ist wie es ist, Galerie The Box, Düsseldorf
- 2014 Muttersprache finden, Kunst-Ecke Düsseldorf
- 2015 “So weit so gut. Bilder”, Kunst-Ecke Düsseldorf
- 2016 “Der geheime Garten”, Art+Concept Galerie Beatrice Wassermann-Otto, Soest
- 2017 “Ein Sturm weht vom Paradiese her. Insinuative Bilder”, Kunst-Ecke Düsseldorf
- 2019 “Östlich von Eden” mit Denise Steger, Kunstverein Klio, Linz am Rhein
- 2020 “Insinuative Bilder”, Galerie D’Hame, Mülheim/Ruhr
- 2022/2023 Halina Jaworski „Öffnet die Tore“ MMK Passau

### Gruppenausstellungen
- 1978 Künstler-Bücher, Teheraner Museum für Zeitgenössische Kunst
- 1979 „WORDS“, Museum Bochum und Palazzo Ducale, Genua; Fahnenskulptur, von der Heydt Museum, Wuppertal
- 1980/81 Bücher aus dem Verlag Ottenhausen;Neue Galerie Sammlung Ludwig, Aachen
- 1981 Kunstverein Gelsenkirchen
- 1981 „Treibhaus“ Kunstmuseum Düsseldorf
- 1981 „Littenheid – Kunst und Psychiatrie“
- 1981 Galerie Löhrl, Mönchengladbach
- 1982 „Gegen das Kriegsrecht in Polen“, Kunstmuseum Düsseldorf
- 1983 „Der letzte Schrei“, Kunstmuseum Düsseldorf
- 1983 „Neue Malerei in Deutschland“, Nationalgalerie Berlin, Haus der Kunst München, Kunsthalle Düsseldorf
- 1984 dimension IV, Kunsthalle Düsseldorf
- 1985 „Process und Konstruktion“ München
- 1989 „Dialog“ Kunstmuseum Düsseldorf
- 1989 „Das Buch“, Kunsthalle Bremen
- 1990 „Dialog“ Centrum Sztuki, Warschau
- 1990 Osteuropäisches Kulturzentrum, Köln
- 1990 „12 Jahre Galerie Annelie Brusten“, Kunstmuseum Wuppertal
- 1990 „Das Oktogon“, (Menora) Galerie Annelie Brusten, Wuppertal
- 1994 Book Art in Europa – Buchobjekte aus Papier Leopold-Hoesch-Museum Düren
- 1995 „Denk ich an Deutschland“, Galerie Annelie Brusten, Wuppertal
- 1996 „Denk ich an Deutschland“, Heinrich Heine Institut, Düsseldorf
- 1997 „Areopagitica“, G.A.M.E.S. of Art, Mönchengladbach
- 2008 „Znaki Tożsamości“ BWA Lublin
- 2011/2012 „Tür an Tür“/ Polen-Deutschland 1000 Jahre Kunst und Geschichte, Martin Gropius Bau Berlin